# AK-101

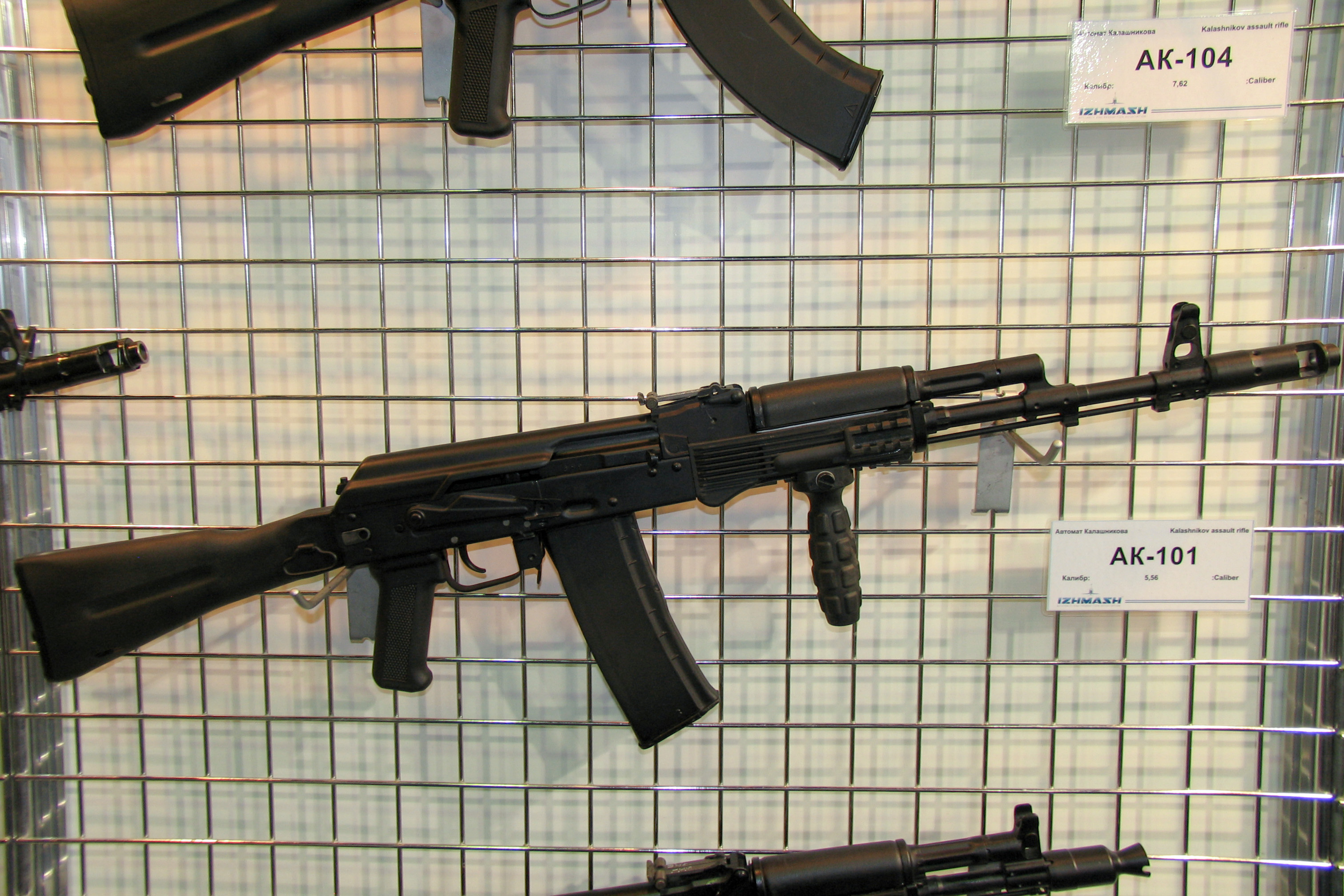
AK-101 en exhibición.

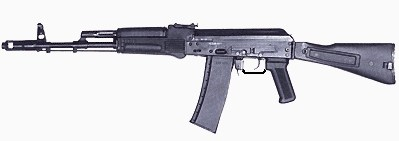
Vista izquierda del AK-101.

El AK-101 es un fusil de asalto de la familia familia AK-100.

## Descripción
El AK-101 está diseñado para el mercado mundial de exportación, utilizando el cartucho 5,56 x 45 OTAN, que es el estándar de todos los ejércitos miembros de la OTAN. El AK-101 está dirigido a las Fuerzas Armadas que buscan un arma que combine la compatibilidad logística y la familiaridad de los cartuchos 5,56 x 45 OTAN con la fiabilidad de un Kalashnikov. Está diseñado con materiales y compuestos modernos, incluyendo plásticos que reducen el peso y mejoran la precisión. Muchas de las mejoras que se encuentran en el AK-101 también están presentes en el AK-103 y el resto de la serie de fusiles AK-10x.
El AK-101 es un arma de fuego selectivo que puede dispararse tanto en modo semiautomático o totalmente automático. El procedimiento de desmontaje para el AK-101 es idéntico al del AK-74. El AK-101 tiene un riel de montaje instalado en el lado izquierdo del cajón de mecanismos para montar miras telescópicas y otros elementos de puntería, los cuales aceptan la mayoría de miras telescópicas AK rusas y europeas. El fusil acepta la mayoría de cargadores de metal y material sintético tipo AK-74 con capacidad de 30 cartuchos. El AK-101 tiene un cañón de 415 mm con un freno de boca similar al del AK-74 acoplado al  cañón para controlar su elevación, especialmente al disparar en modo automático.
El AK-101 emplea el cartucho 5,56 x 45 OTAN y tiene una culata plegable como el AK-74 de poliamida negra reforzada con fibra de vidrio. La culata plegable se parece a una fija, pero se pliega y se asegura en lado izquierdo del cajón de mecanismos. Tiene un entalle que le permite plegarse sobre el riel lateral. 
El AK-102, AK-104 y AK-105 son las denominaciones dadas a las variantes carabina más compactas de la serie de fusiles AK-10x, disparando los cartuchos 5,56 x 45 OTAN, 7,62 x 39 M43 y 5,45 x 39 M74, respectivamente. Estas carabinas difieren de los fusiles normales de la serie en que tienen cañones mucho más cortos, apenas de 314 mm . Estas carabinas AK-10X, al igual que sus fusiles homólogos, se hicieron principalmente para la exportación.
Un error común es creer que el AK-101 ha entrado en servicio como el principal fusil de asalto de la Federación Rusa, pero esto no es cierto; el AK-74M sigue siendo el principal fusil de asalto junto con el AK-105 que está siendo introducido en servicio, ambos empleando el cartucho 5,45 x 39. El AKM, disparando cartuchos 7,62 mm de la Unión Soviética, está en servicio limitado con unidades seleccionadas en el ejército ruso, y el AK-103 está en servicio con algunas agencias de la policía civil rusa. El avanzado AN-94 está entrando en servicio limitado con las fuerzas de élite de las Fuerzas Armadas rusas, algunas fuerzas policiales rusas, y el Ministerio del Interior.